# Schody na skarpie staromiejskiej w Sanoku
Schody na skarpie staromiejskiej w Sanoku – ciąg czterech schodów na skarpie staromiejskiej w Sanoku.
Stanowią najkrótsze połączenie komunikacyjne dla pieszych pomiędzy centrum miasta (dzielnica Śródmieście) a obszarem położonym poniżej od strony wschodniej (dzielnica Błonie, teren nad Sanem).
U podnóża wszystkich schodów przebiega ulica Podgórze. Poczynając od początku jej biegu, tj. od strony południowej, są to kolejno: Schody Balowskie, Schody Serpentyny, Schody Franciszkańskie, Schody Zamkowe. U szczytu w tej samej linii równolegle przebiega początkowo ulica Jagiellońska (od niej odchodzą Schody Balowskie), która następnie przechodzi w ulicę 3 Maja (od niej odchodzą Schody Serpentyny), pod koniec której odbiega na wschód ulica Franciszkańska (od niej odchodzą Schody Franciszkańskie), po czym za Rynkiem zaczyna się ulica Zamkowa (od niej odchodzą Schody Zamkowe).

## Historia
W połowie 1905, z uwagi na coraz liczniej powstające domy na tzw. Podgórzu i Sujcu, a w związku z tym narastającymi potrzebami mieszkańców i utrudnionym dostępem do śródmieścia, na łamach „Gazety Sanockiej” domagano się poprowadzenia co najmniej czterech schodów, aczkolwiek nie w linii prostej, lecz krętymi serpentynami.
W 1977 wykonano kompleksowy i jednoczesny remont wszystkich czterech schodów, przeprowadzony w czynie społecznym. Prace podzielono wówczas pomiędzy cztery sanockie zakłady pracy przy wsparciu innych instytucji, zaś do robót przyłączali się też mieszkańcy miasta. Koszt całościowy tychże remontów oszacowano na 1800 zł.. U kresu PRL pod koniec kwietnia 1989 uchwałą Miejskiej Rady Narodowej w Sanoku przywrócono tradycyjne nazwy wszystkich czterech schodów.
W 2014 przeprowadzono remont wszystkich schodów, a roboty wykonywali pracownicy Sanockiego Przedsiębiorstwa Gospodarki Komunalnej (SPGK). Poza naprawami samych stopni schodów, odnowiono też barierki biegnące przy nich oraz wyasfaltowano płaskie odcinki łączące schody z ul. Podgórze.

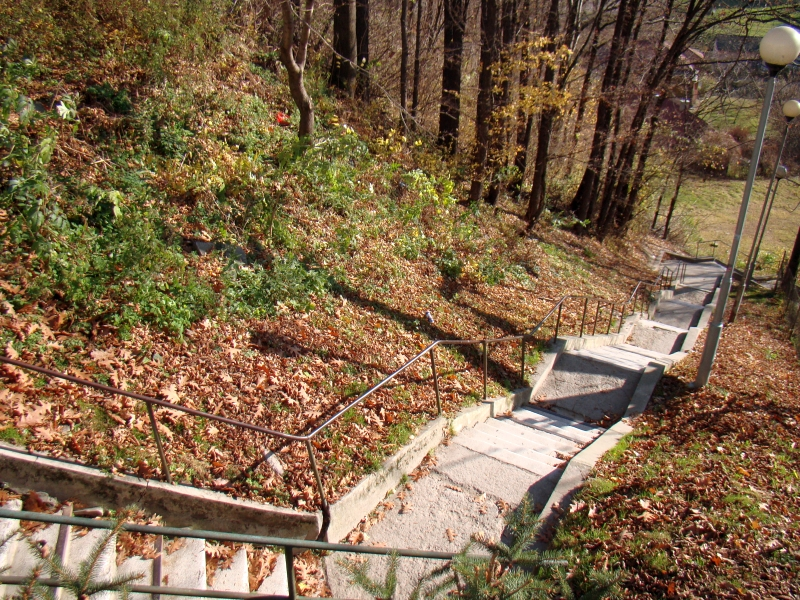
Schody Balowskie

## Schody Balowskie
Schody biegną od ul. Podgórze i kończą się na szczycie przy ul. Jagiellońskiej.
W latach 30. XX wieku przejście schodami było otoczone drewnianym płotem.
Przez lata były określane jako Balowskie, także podczas II wojny światowej. W kwietniu 1989 przywrócono tradycyjną nazwę zmieniając dotychczasowe Schody Górników na Schody Balowskie.
W drugiej połowie XX wieku pod adresem Schody Balowskie 2 zamieszkiwała Zofia Bandurka. W latach 80. przy schodach funkcjonowała smażalnia ryb. 
Prace remontowe podjęto w Dzień Czynu Partii i wykonano od maja do sierpnia 1977, a realizację przeprowadziło Przedsiębiorstwo Górnictwa Nafty i Gazu w Sanoku (pracami kierował Henryk Koenig). Po oddaniu schodów do użytku na szczycie ich biegu umieszczono tabliczkę upamiętniającą ich odnowienie. Podczas remontu w 2014 utworzono przejście dla pieszych od ul. Jagiellońskiej do początku biegu schodów (dotąd było możliwe przejście przez istniejący obok parking). 

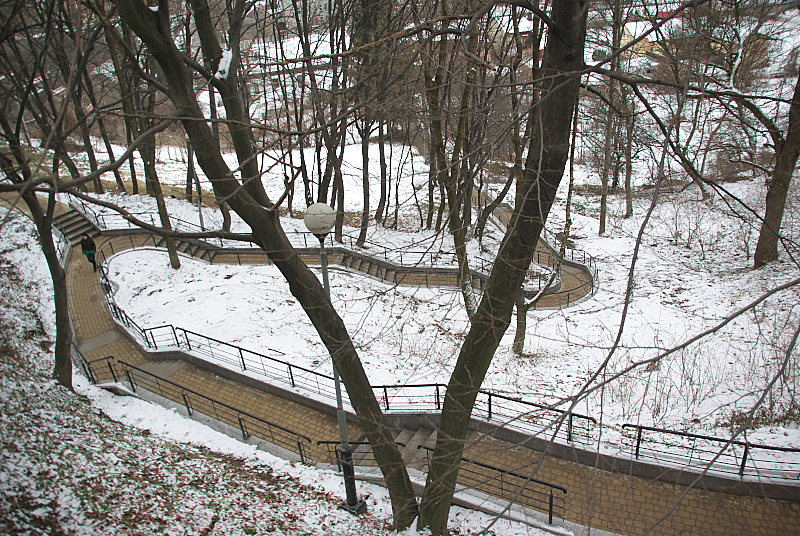
Schody Serpentyny

## Schody Serpentyny
Schody biegną od ul. Podgórze i kończą się na szczycie przy ul. 3 Maja (tzw. „Brama Węgierska”). Inaczej zwane „serpentyny sanockie”.
W 1977 ich remont wykonał Rejon Dróg Publicznych. Jako kierownicy odpowiedzialni byli wyznaczeni K. Sitko i K. Sowa.
W kwietniu 1989 przywrócono tradycyjną nazwę zmieniając dotychczasowe Schody Drogowców na Schody Serpentyny.
Pomiędzy Schodami Serpentyny i Schodami Franciszkańskimi utworzono łącznik. U szczytu schodów istnieje przylegająca od strony południowej kamienica pod adresem ul. 3 Maja 15, gdzie utworzono restaurację „U Szwejka”. Na ścianie tego budynku przy schodach w formie graffiti uwieczniono sanocki dom Beksińskich i Lipińskich oraz umieszczono tabliczkę informacyjną na szlaku śladami dobrego wojaka Szwejka, która dotyczy istniejącej powyżej na deptaku ul. 3 Maja ławeczki Józefa Szwejka w Sanoku

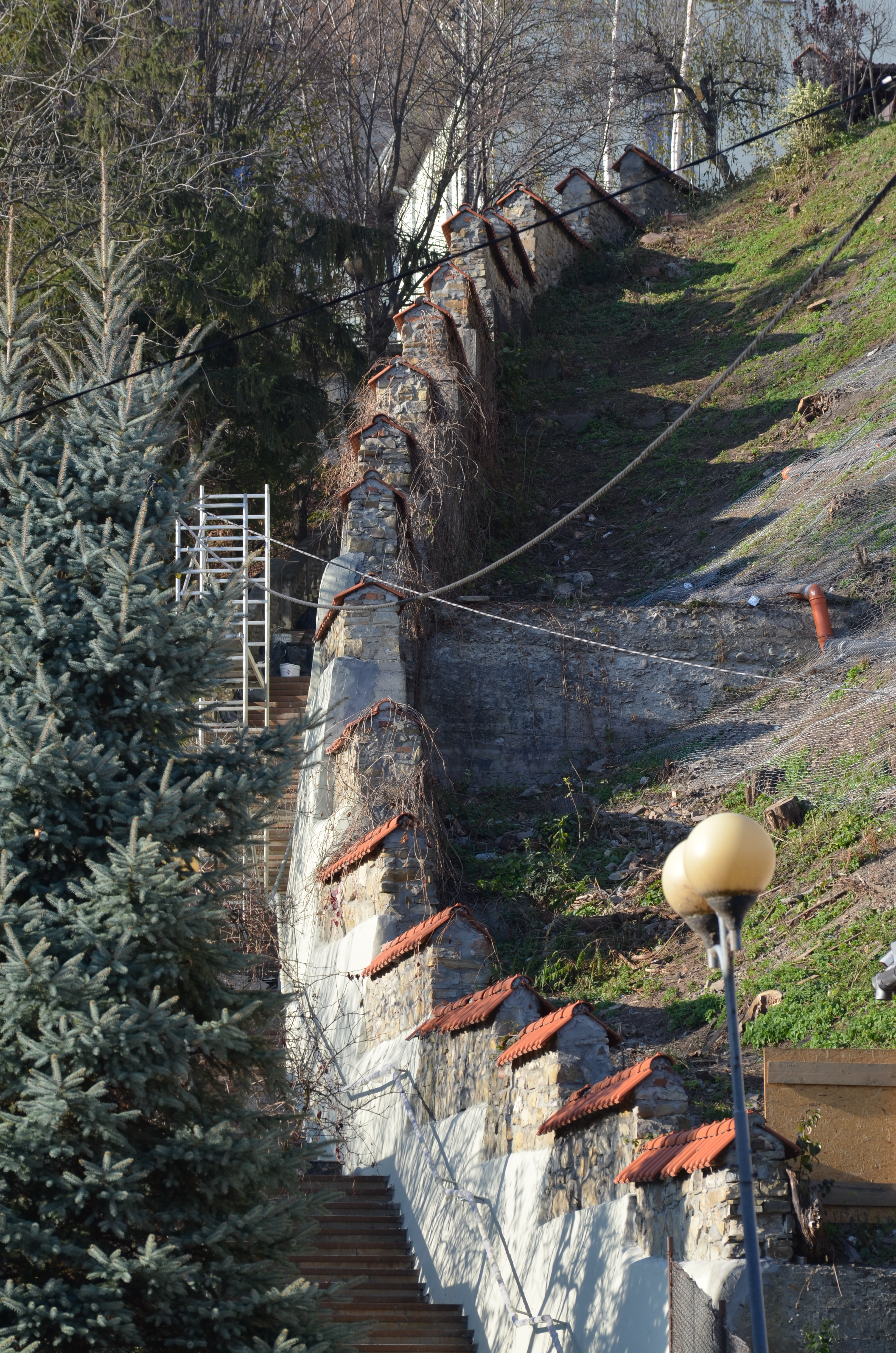
Schody Franciszkańskie

## Schody Franciszkańskie
Schody biegną od ul. Podgórze i kończą się na szczycie przy ul. Franciszkańskiej obok klasztoru Franciszkanów.
W sierpniu 1905 w prasie sanockiej informowano o tym, że gotowe są już nowe schody prowadzące od Podgórza do ul. Franciszkańskiej.
Schody Franciszkańskie oraz rozpościerający się z nich widok na osiedle Błonie (dawniej im. Ludwika Warńskiego) wzmiankował Stefan Stefański opisując zwiedzanie Sanoka na kartach swojego wielokrotnie wznawianego przewodnika turystycznego.
Prace remontowe także rozpoczęto w Dzień Czynu Partii 1977 i były prowadzone przez pracowników Sanockiej Fabryki Autobusów „Autosan”. Stare schody zostały wyburzone, a w ich miejscu wykonano wykopy pod fundamenty i położono nowe schody. Roboty nadzorował insp. St. Fic. Kierownikiem prac remontowych był Romuald Bobrzak.
W kwietniu 1989 przywrócono tradycyjną nazwę zmieniając dotychczasowe Schody Metalowców na Schody Franciszkańskie.
W 2014 dom przy ul. Schody Franciszkańskie 1 został wpisany do gminnego rejestru zabytków miasta Sanoka.
Pomiędzy Schodami Franciszkańskimi i Schodami Serpentyny utworzono łącznik.

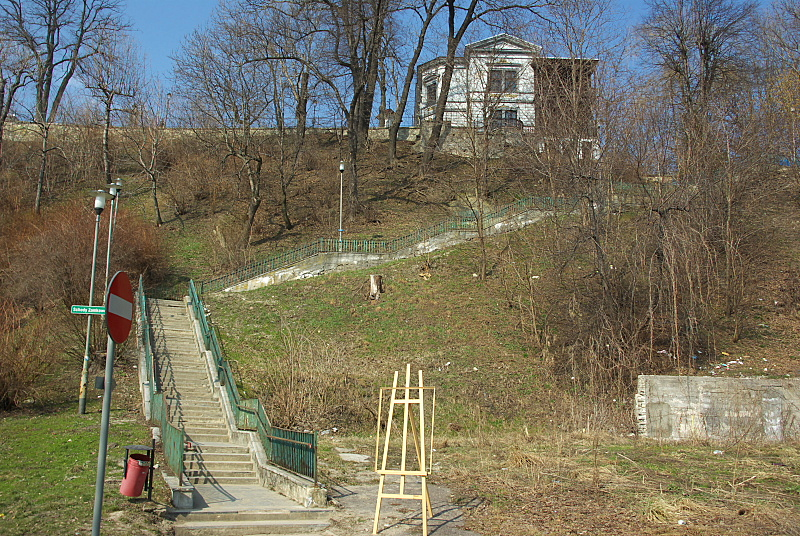
Schody Zamkowe

## Schody Zamkowe
Schody biegną od ul. Podgórze i kończą się na szczycie przy ul. Zamkowej obok zamku królewskiego, który znajduje się w pobliżu wejścia na schody od strony północnej. Natomiast od strony południowej u wejścia na schody przylegają do siebie budynek tzw. Zajazdu oraz willa Zaleskich.
W sierpniu 1905 Ludwik Glatman użył określenia „schody pod św. Janem” z racji usytuowania placu św. Jana ponad schodami tuż obok ww. domu Zaleskich. Tenże autor podał wówczas, że uchwałą Rady Miejskiej zdecydowano o nadaniu nazwy ulicy Ksawerego Krasickiego dla odcinka, stanowiącego „cichy zaułek od ul. Zamkowej przez dawne wielkie schody do ul. Andrzeja Potockiego” (tj. późniejszej Podgórze).
Przy schodach w ich górnej partii została wmurowana w kamień tablica pamięci Franciszka Ksawerego Krasickiego i jego towarzyszy za ostatnią obronę zamku sanockiego przed Austriakami w czerwcu 1809, którą ustanowiono w 100. rocznicę tego wydarzenia. Tym samym jest to jedna z najstarszych istniejących tablic pamiątkowych w Sanoku.
Analogicznie w Dzień Czynu Partii 1977 zainaugurowano remont tychże schodów, a wykonaniem zajęło się Sanockie Przedsiębiorstwo Budowlane. W robotach brali również udział młodzieżowcy z OHP oraz członkinie Ligi Kobiet. Prace nadzorowali J. Matysik i J. Nowak. 
W kwietniu 1989 przywrócono tradycyjną nazwę zmieniając dotychczasowe Schody Budowlanych na Schody Zamkowe.
28 października 2021 ustanowiono „Skwer Janusza Szubera” jako nazwę dla terenu zieleni obok wejścia na Schody Zamkowe na szczycie.